# Lullin
Lullin este o comună în departamentul Haute-Savoie din sud-estul Franței. În 2009 avea o populație de 804 de locuitori.

## Evoluția populației
| An        | 1975 | 1982 | 1990 | 1999 | 2006 | 2009 |
| --------- | ---- | ---- | ---- | ---- | ---- | ---- |
| Populație | 515  | 469  | 549  | 604  | 743  | 804  |